# Беспятное (Киевская область)
Беспятное (укр. Безп’ятне) — село, входит в Васильковский район Киевской области Украины.
Население по переписи 2001 года составляло 442 человека. Почтовый индекс — 08628. Телефонный код — 4571. Код КОАТУУ — 3221482802.

## Местный совет
08628, Київська обл., Васильківський р-н, с. Застугна, вул. Васильківська, 28.